# Claudio Lancinhouse

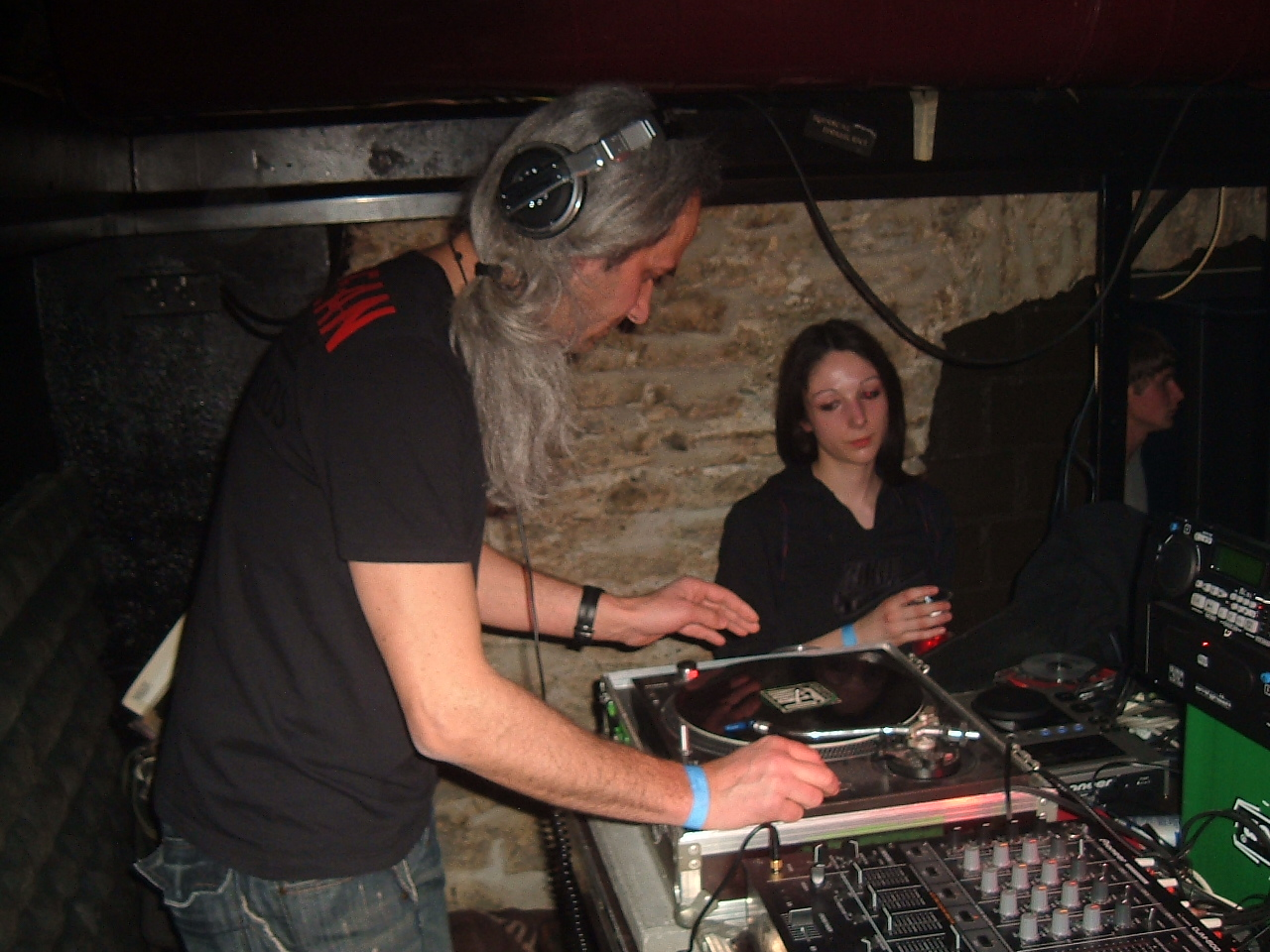
Claudio Lancinhouse

Claudio Lancinhouse (Adro, 1963) is een Italiaanse hardcore house muzikant. Het is het pseudoniem van Claudio Lancini. Hij treedt ook op onder verschillende aliassen.

## Aliassen
- Claudio Lancinhouse
- Lancinhouse
- DJ Lancinhouse
- Claudio Lancini
- C. Lancini

## Groepen
- DJ Jappo & DJ Lancinhouse
- DJ Lancinhouse meets The Stunned Guys
- Free Drink
- The Hardcore Warriors
- Mash
- Mentronik
- Multi Death Clan
- Tha Nookie

## Discografie
| Jaar | Artiest                   | Titel                                    | Label                       |
| ---- | ------------------------- | ---------------------------------------- | --------------------------- |
| 1997 | DJ Jappo & DJ Lancinhouse | Rhythm (12”)                             | D-Boy Black Label           |
| 1997 | DJ Jappo & DJ Lancinhouse | The Real Motherfuckers E.P. (12”)        | Industrial Strength Limited |
| 1997 | DJ Jappo & DJ Lancinhouse | XTR Experiment (12”)                     | Mokum Records               |
| 1998 | DJ Jappo & DJ Lancinhouse | No More Fucking Around E.P. (12”)        | D-Boy Black Label           |
| 1998 | DJ Jappo & DJ Lancinhouse | Sacrifice (12”)                          | Industrial Strength Limited |
| 2001 | Lancinhouse & System 3    | Keep On Fuckin’ 2001 (12")               | Aeon Tracks                 |
| 2005 | DJ Jappo & Lancinhouse    | Exlxaxl (Original Hardcore Remixes (12") | Industrial Strength Limited |
| 2006 | DJ Jappo & DJ Lancinhouse | Real Motherfuckers EP (12")              | Industrial Strength Limited |